# Foz do Sousa
Foz do Sousa é uma localidade portuguesa do município de Gondomar que foi sede de extinta freguesia homónima. Tal freguesia tinha 19,07 km² de área e 6 054 habitantes (2011), e, por isso, uma densidade populacional de 317,5 hab/km².
A freguesia de Foz do Sousa foi extinta em 2013 no âmbito de uma reforma administrativa nacional para, em conjunto com a freguesia de Covelo, formar uma nova freguesia denominada União das Freguesias de Foz do Sousa e Covelo da qual é a sede.
Pertenceu ao concelho de Aguiar de Sousa antes de passar para o concelho de Gondomar.
Foz do Sousa é também conhecida pelas suas famosas cataratas de agua artificial.
A freguesia de Foz do Sousa e Covelo engloba as seguintes localidades: Jancido, Gens, Zebreiros, Lixa, Leverinho, Sousa, Ferreirinha, Esposade, Compostela e Covelo. 

## População
| População da freguesia de Foz do Sousa | População da freguesia de Foz do Sousa | População da freguesia de Foz do Sousa | População da freguesia de Foz do Sousa | População da freguesia de Foz do Sousa | População da freguesia de Foz do Sousa | População da freguesia de Foz do Sousa | População da freguesia de Foz do Sousa | População da freguesia de Foz do Sousa | População da freguesia de Foz do Sousa | População da freguesia de Foz do Sousa | População da freguesia de Foz do Sousa | População da freguesia de Foz do Sousa | População da freguesia de Foz do Sousa | População da freguesia de Foz do Sousa |
| -------------------------------------- | -------------------------------------- | -------------------------------------- | -------------------------------------- | -------------------------------------- | -------------------------------------- | -------------------------------------- | -------------------------------------- | -------------------------------------- | -------------------------------------- | -------------------------------------- | -------------------------------------- | -------------------------------------- | -------------------------------------- | -------------------------------------- |
| 1864                                   | 1878                                   | 1890                                   | 1900                                   | 1911                                   | 1920                                   | 1930                                   | 1940                                   | 1950                                   | 1960                                   | 1970                                   | 1981                                   | 1991                                   | 2001                                   | 2011                                   |
| 1 815                                  | 1 886                                  | 2 290                                  | 2 342                                  | 2 678                                  | 2 941                                  | 3 050                                  | 3 675                                  | 4 169                                  | 4 893                                  | 5 638                                  | 6 442                                  | 6 626                                  | 6 405                                  | 6 054                                  |

| Distribuição da População por Grupos Etários | Distribuição da População por Grupos Etários | Distribuição da População por Grupos Etários | Distribuição da População por Grupos Etários | Distribuição da População por Grupos Etários | Distribuição da População por Grupos Etários | Distribuição da População por Grupos Etários | Distribuição da População por Grupos Etários | Distribuição da População por Grupos Etários | Distribuição da População por Grupos Etários |
| -------------------------------------------- | -------------------------------------------- | -------------------------------------------- | -------------------------------------------- | -------------------------------------------- | -------------------------------------------- | -------------------------------------------- | -------------------------------------------- | -------------------------------------------- | -------------------------------------------- |
| Ano                                          | 0-14 Anos                                    | 15-24 Anos                                   | 25-64 Anos                                   | > 65 Anos                                    |                                              | 0-14 Anos                                    | 15-24 Anos                                   | 25-64 Anos                                   | > 65 Anos                                    |
| 2001                                         | 1 066                                        | 951                                          | 3 526                                        | 862                                          |                                              | 16,6%                                        | 14,8%                                        | 55,1%                                        | 13,5%                                        |
| 2011                                         | 807                                          | 692                                          | 3 494                                        | 1 061                                        |                                              | 13,3%                                        | 11,4%                                        | 57,7%                                        | 17,5%                                        |

## Património
- Igreja de São João Baptista (matriz)
- Capelas de Nossa Senhora da Aparecida
- Praias fluviais de Zebreiros e de Esposade
- Trechos do rio Sousa e do rio Ferreira
- Ponte
- Estação elevatória
- Central de Captação de Água da Foz do Sousa
- Museu Paroquial em Gens
- Casa do Sr. Padre
- Largo da Ponte da Sousa
- Subida do Tronco
- Moinhos de Jancido
- Igreja de Santa Helena
- Igreja de São Jorge

## Transportes
Esta Freguesia é servida a nível de transportes públicos pelas seguintes linhas da [www.gondomarense.pt Gondomarense]:

7 - Lixa/Porto (via Jancido)

8 - Covelo/Porto (via Gens)

9 - Sebolido/Porto (via Ponte Foz do Sousa)

11 - Gens/Souto (via S. Pedro da Cova)

14 - Ag. Sousa/Porto (via Covelo)

17 - Circulação Foz do Sousa

27 - Sousa/Porto

30 - Matosinhos/Covelo (via H.S. João)

34 - Jancido/Broalhos (via Chieira)

## Cantiga popular
| “ | Rapazes, vamos à Sousa; Vamos ao vinho maduro; vamos às raparigas solteiras... É do gado que procuro | ” |
|   | — O concelho de Gondomar por Camilo de Oliveira. Livraria Avis, porto, 1979. Vol II p. 488.          |   |

## Estradas que servem a localidade
- N108
- M615
- A43 (Radial de Gondomar) [c/ ligação a A41 - Circular Regional Exterior do Porto]